# Вулиця Андрія Головка
Ву́лиця Андрі́я Головка́ — вулиця в Солом'янському районі міста Києва, місцевість Олександрівська слобідка. Пролягає від Солом'янської до Оборонної вулиці та проспекту Валерія Лобановського.
Прилучаються вулиці Народний провулок, вулиці Василівська, Гайсинська, Гучний провулок, вулиці Преображенська, Університетська та Архітекторська.
Вулиця має три регульовані перехрестя — на початку, в кінці, при злученні з вулицями Преображенською та Університетською.

## Історія
Вулиця виникла на початку 40-х років XX століття під назвою 382-га Нова, 1944 року отримала назву Новобудівна. Сучасна назва на честь українського письменника Андрія Головка — з 1973 року.
На початку парного боку вулиці розташовані торговельні місця Солом'янського ринку та споруди комплексу архівів України — Державна архівна служба України, Центральний державний архів вищих органів влади та управління України, Центральний державний історичний архів України, м. Київ, Центральний державний кінофотофоноархів України імені Г. С. Пшеничного.
Непарний бік вулиці між Народним провулком і Університетською вулицею забудований приватними будинками малоповерхової архітектури.

## Установи та заклади
- № 4 — аптека центру невідкладної пульмонології
- № 12 — ресторан «Імператор»[2]
- № 13/1 — приватний навчальний заклад «Афіни» (3-11 класи)[3]
- № 14 — офісний центр «Solo House»
- № 25 — дитяча музична школа № 15